# Normanion sarsi
Normanion sarsi är en kräftdjursart som beskrevs av Stebbing 1906. Normanion sarsi ingår i släktet Normanion, och familjen Lysianassidae. Arten har ej påträffats i Sverige.